# Giulio Masotto
Giulio Masotto (Verona, 14 mei 1999) is een voormalig Italiaans baan- en wegwielrenner die als beroepsrenner reed voor Team Corratec-Vini Fantini. 

## Carrière
In januari 2020 behaalde Masotto, samen met zijn teamgenoten, een tweede plaats op de ploegenachtervolging tijdens de wereldbekerwedstrijd in Milton.
Omdat Team Corratec in 2023 een stap hogerop deed, werd Masotto dat jaar prof.

## Resultaten in voornaamste wedstrijden
|      | \| Jaar \| Ronde van Lombardije \| \| ---- \| -------------------- \| \| 2024 \| opgave \| |
| Jaar | Ronde van Lombardije                                                                       |
| 2024 | opgave                                                                                     |

## Ploegen
- 2019 –  Team Colpack
- 2020 –  Team Colpack Ballan
- 2021 –  Zalf Euromobil Fior
- 2021 –  Vini Zabù (stagiair vanaf 1 augustus)
- 2022 –  Team Corratec
- 2023 –  Team Corratec-Selle Italia[a]
- 2024 –  Team Corratec-Vini Fantini

Bartolozzi · Bertazzo · M. Bevilacqua · S. Bevilacqua · De Bonis · Di Renzo · Frapporti · González · Gradek · Iacchi · Mareczko · Orrico · Pearson · Petelin · Schneiter · Stacchiotti · Stojnić · Tortomasi · van Elzakker · van Empel · Zardini · Ferri (stagiair) · Masotto (stagiair) · Tosin (stagiair)
Amella · Baldaccini · Barać · Conti · Dalla Valle · Gandin · Iacchi · Konychev · Masotto · Murgano · Olivero · Ponomar (vanaf 10/8) · Quarterman · Quartucci · Stojnić · Stöckli · Tivani · Vacek · van Empel · Viviani · Zambelli · Darbellay (stagiair) · Debons (stagiair) · Tsarenko (stagiair)
Amella · Baldaccini · Balmer (vanaf 14/5) · Bonifazio · Conti · Darbellay · Debons · González (vanaf 31/3) · Iacchi · Mareczko · Masotto · Monaco · Murgano · Olivero · Padoen · Ponomar · Samudio (vanaf 1/8) · Quartucci · Sbaragli · Stewart · Stöckli · Tsarenko · van Empel · Viviani · Zambelli · Bögli (stagiair) · Parravano (stagiair) · Tissières (stagiair)